# Otto Glauning
Otto Heinrich Julius Glauning (* 5. August 1876 in Nürnberg; † 15. August 1941 in München) war ein deutscher Bibliothekar.

## Familie
Otto Glauning war der Sohn des Nürnberger Schulrats Friedrich Glauning (1842–1911) und seiner Ehefrau Anna, geb. Beck (1850–1920), einer Tochter des Verlagsbuchhändlers Wilhelm Beck aus Nördlingen. Er heiratete 1909 Fanny Eggel (* 1871). Aus dieser Ehe ging die Tochter Anna Elisabeth (1910–1987) hervor, die den Althistoriker Helmut Berve heiratete.

## Leben
Glauning besuchte das Melanchthon-Gymnasium in Nürnberg und studierte anschließend neue Sprachen und Germanistik in Erlangen, Berlin und München. Er wurde während seines Studiums 1896 Mitglied der CStV Uttenruthia Erlangen und war 1899/1900 Gründungsmitglied der Schwarzburgbund-Verbindung Herminonia München. Glauning trat 1899 als Volontär in die Hof- und Staatsbibliothek in München ein, wurde dort 1901 Assistent, 1904 Sekretär, 1909 Kustos und 1911 Bibliothekar. In der Handschriftenabteilung tätig, war er auch Mitarbeiter an den „Mittelalterlichen Bibliothekskatalogen“, später auch an den „Seltenheiten aus süddeutschen Bibliotheken“; er baute die Einbandsammlung und 1914–18 die Kriegssammlung auf.
1921 wurde er als Direktor der Universitätsbibliothek Leipzig berufen. Zugleich war er Honorarprofessor für Bibliothekswissenschaft und Vorsitzender des Sächsischen Prüfungsamtes für Bibliothekswesen. Im November 1933 unterzeichnete er das Bekenntnis der deutschen Professoren zu Adolf Hitler. 1937 trat er in den Ruhestand.

## Veröffentlichungen (Auswahl)
- Lydgate's minor poems, the two nightingale poems, (A. D. 1446); from the mss. with introduction, notes, and glossary. London 1900.
- Deutsche Schrifttafeln des IX. bis XVI. Jahrhunderts aus Handschriften der K. Hof- und Staatsbibliothek in München, 5 Bde., München: Kuhn / Leipzig: Hiersemann 1910–1930.
- Neveu und der Raub Nürnberger Kunst- und Bücherschätze im Jahre 1801. In: Mitteilungen des Vereins für Geschichte der Stadt Nürnberg Bd. 22  (1918), S. 174–244.
- Die Gründung der Kgl. Hof- und Staatsbibliothek zu München. In: Zeitschrift des Deutschen Vereins für Buchwesen und Schrifttum. Bd. 1 (1918), S. 66–69.
- Umfassende Kriegssammlungen im Rahmen umfassender Bibliotheken. Eine Erläuterung und eine Anregung. In: Mitteilungen. Verband Deutscher Kriegssammlungen (1919), Heft 1, S. 8–12 (Digitalisat).
- Die Kunst im Schrifttum des Weltkriegs. In: Mitteilungen. Verband deutscher Kriegssammlungen (1919), Heft 3, S. 81–92 (Digitalisat).
- Die zeitliche und fachliche Abgrenzung der Sammelgebiete der Weltkriegs- und Revolutionsliteratur an der Bayerischen Staatsbibliothek. In: Mitteilungen. Verband deutscher Kriegssammlungen (1920), Heft 2, S. 54–60 (Digitalisat).
- Zur Frage der Zukunft der deutschen Kriegssammlungen. In: Mitteilungen. Verband deutscher Kriegssamlungen (1921), Heft 2, S. 55–58 (Digitalisat).
- Ein Jahrhundert bibliothekarischer Vergangenheit: eine Antrittsvorlesung, Leipzig: Otto Harrassowitz 1923.
- Die gegenwärtige Lage der deutschen wissenschaftlichen Bibliotheken, München: Kellerer 1926.
- Dissertationsfragen. In: Zentralblatt für Bibliothekswesen Jg. 49, 1932, S. 371–377.
- Einband und Kennzeichnung des Besitzes. In: Handbuch der Bibliothekswissenschaft, Bd. 2, Wiesbaden: Harrassowitz 1933, S. 206–236.
- Die Bibliotheken und die Öffentlichkeit. In: Handbuch der Bibliothekswissenschaft, Bd. 2, Wiesbaden: Harrassowitz 1933, S. 581–598.
- Drei Lederschnittbände von der Wende des XIV. Jahrhunderts aus Altzelle. In: Hermann Neubert (Hrsg.): Festschrift Martin Bollert zum 60. Geburtstage, Dresden: Jeß 1936, S. 188–195.
- mit Paul Lehmann: Mittelalterliche Handschriftenbruchstücke der Universitätsbibliothek und des Georgianum zu München, Leipzig: Harrassowitz, 1940 (Zentralblatt für Bibliothekswesen. Beiheft; 72).